# Alberto Guglielmotti (sommergibile 1916)
L’Alberto Guglielmotti è stato un sommergibile della Regia Marina, speronato e affondato per errore da una cannoniera/dragamine britannica alla sua prima uscita in mare durante la prima guerra mondiale.

## Storia
Allestito nei cantieri del Muggiano sotto la direzione del capitano di fregata Guido Castiglioni, il sommergibile, dopo le prove di collaudo, fu inizialmente impegnato nell'addestramento sotto il controllo del Comando Militare Marittimo di La Spezia.
Il 10 marzo 1917, di pomeriggio, il Guglielmotti – agli ordini del comandante Castiglioni – partì da La Spezia diretto a Brindisi, la base cui era stato assegnato. Si trattava della sua prima uscita in mare, se si fa eccezione per quelle relative alle prove ed all'addestramento. Una volta arrivata a destinazione, l'unità avrebbe dovuto essere inquadrata nella II Flottiglia Sommergibili ed essere impiegata in Adriatico.
Alle 22.15 dello stesso giorno (altre fonti indicano invece le 21.50), tra Capraia e Capo Corso, il Guglielmotti avvistò a dritta al traverso una sagoma che si ritenne essere la cannoniera Cirenaica, la quale doveva scortare il sommergibile durante il viaggio. Si trattava in realtà della cannoniera/dragamine britannica HMS Cyclamen: il Guglielmotti, che aveva manovrato per portarsi sulla stessa rotta della nave avvistata, avvistò poco dopo un'altra unità (si trattava del trasporto truppe Arcadia, alla cui scorta era stata assegnata la Cyclamen), che procedeva in direzione opposta alla propria e, rendendosi conto dell'errore di identificazione, virò verso sinistra per allontanarsi. Tuttavia la Cyclamen, che aveva a sua volta avvistato il Guglielmotti e lo aveva scambiato per un U-Boot, aprì il fuoco con i propri cannoni, centrando il sommergibile in torretta ed uccidendo il tenente di vascello Leopoldo Alboni. Speronato poi sul lato sinistro dalla nave britannica, il Guglielmotti iniziò ad appopparsi e, nel giro di alcuni minuti, andò a fondo a nordovest della Capraia, portando con sé metà degli uomini a bordo. Fu la stessa Cyclamen a recuperare i sopravvissuti, poco più di metà dell'equipaggio (tra di essi, il comandante Castiglioni), per poi comunicare «Io ho attaccato ed affondato grosso sommergibile. Sono dolente di rapportare che superstiti apparire italiani. Si calcola che la nave dovesse trovarsi paraggi Capo Corso».
Scomparvero con l'unità due ufficiali, quattro sottufficiali, sette tra sottocapi e marinai ed un operaio del cantiere di costruzione. Altre fonti indicano tuttavia 16 vittime, tra le quali il comandante in seconda, tenente di vascello Virgilio De Biase. 
Il relitto è stato rinvenuto nell'agosto del 2018 nei pressi dell'isola di Capraia a 400 metri di profondità.